# (8012) 1990 HO3
1990 إتش أو 3 (ويعرف أيضًا باسم (8012) 1990 إتش أو 3 وفق تسمية الكوكب الصغير) (بالإنجليزية: 1990 HO3)‏ هو كويكب ضمن حزام الكويكبات؛ وترتيبه 8012 من حيث الاكتشاف.
اكتُشف هذا الجُرم الفلكي بواسطة Anna N. Żytkow ‏ في 29 أبريل 1990.

## وصلات خارجية
- (8012) 1990 HO3 في قاعدة بيانات مختبر الدفع النفاث لأجرام النظام الشمسي الصغيرة

- الاكتشاف · مخطط المدار ·  العناصر المدارية · المعلمات المادية

- (8012) 1990 HO3 على موقع ويكي سكاي: DSS2, SDSS, GALEX, IRAS, Hydrogen α, X-Ray, Astrophoto, Sky Map, Articles and images